# Об'єкт 416
Об'єкт 416 (у процесі розробки також називалась СУ-100 або СУ-100М) — радянський експериментальний середній танк (або САУ). Машина розроблена на початку 1950-х років у харківському КБ-60М під керівництвом Олександра Морозова як наступний середній танк після Т-54.
Танк має нетипове компонування: для зниження силуету весь екіпаж, включно з механіком-водієм, розташований в обертовій башті в задній частині танка.

## Історія створення

### Передумови
Попередньою розробкою Олександра Морозова був Т-54, який надійшов на озброєння Радянської армії 1947 року. Одним із головних принципів, якими керувався очільник КБ, був початок розробки нового танка одразу з прийняттям на озброєння попереднього: «майбутнє якомога раніше має лежати на столі конструктора, інакше воно спізниться». 15 жовтня 1947 року він записав у щоденнику, що прийняття танка Т-54 дозволяє взятись за розробку нового середнього танка Т-64. На той момент за Наказом № 00258 від 29 вересня 1947 також проводились роботи зі створення опозитного двигуна В-64.
Влітку 1947 року в КБ було виконано ескізний проєкт майбутнього танка з розташуванням всього екіпажу в башті, 1948 було зроблено більшу частину технічного проєкту. Втім, через проблеми, пов'язані з розташуванням механіка-водія в башті та необхідністю доведення Т-54, проєкт завершити не вдалось. Ця ідея знову отримала розвиток після 1951 року, коли Морозов повернувся до Харкова як головний конструктор КБ-60М заводу № 75, який на той момент займався випуском Т-54. Таким чином, КБ одночасно покращувало Т-54 та займалось новим «Об'єктом 416» з заднім розташуванням башти й екіпажем у ній.

### Розробка машини
Так в новому плані по дослідницьким роботам по бронетанковій техніці на 1949–1950 роки завод № 75 Мінтрансмаша СРСР повинен був:
|                                                                       | Разработать технический проект артиллерийской самоходной установки СУ-100 («Объект 416») и изготовить действующий макет башни в 1 кв. 1950 г. Разработать рабочие чертежи и изготовить один опытный образец СУ-100 для проведения заводских испытаний в 1У кв. 1950 г. Опытный образец оснастить 100-мм орудием Д-10Т. |
| — Постанова Ради Міністрів СРСР №4752-1832СС від 15 жовтня 1949 року. | |

Під керівництвом Ф.Мостового філіалом заводу № 183, заводом № 75 в 1-му кварталі 1950 року був розроблений технічний проєкт САУ Об'єкт 416, маса якої не перевищувала 24 тонн. Також був виготовлений макет САУ в натуральну величину.
В березні 1950 року проєкт і макет САУ Об'єкт 416 були представлені на розгляд Науково-технічного комітету (НТК) Головного бронетанкового управління (ГБТУ). За результатами засідання НТК ГБТУ було вирішено, що маса Об'єкта 416 занадто велика.
НТК ГБТУ запропонувало заводу № 75 внести наступні зміни:
-зменшити масу,
-установити 100-мм гармату М-63 (роботи над нею якраз закінчились),
-змінити розміщення екіпажа,
-змінити розміщення боєкомплекту.
В травні 1950 р. на розгляд НТК ГБТУ була представлена нова схема компонування, по якій весь екіпаж (4 чоловіки) Об'єкта 416 знаходилися в башті. Таке компонування дозволило зменшити висоту САУ і відповідно її масу.
27 травня 1950 року НТК ГБТУ було вирішено, що даний проєкт відповідає тактико-технічним вимогам, після чого почалось допрацювання окремих деталей. 
В процесі допрацювання були внесені деякі зміни: деякі деталі були уніфіковані з серійного танка Т-54; електропневматичний привод керування був замінений на гідравлічний.
10 листопада 1950 року було затверджене будівництво допрацьованого проєкту САУ Об'єкт 416.
Виготовлення прототипу затягнулося черезза затриуки робіт над деякими частинами. Башта була виготовлена на заводах № 200 і № 300 в першій чверті 1952 року та мала заздалегідь прогнозовану надлишкову вагу у 195 кг.
До 18 лютого 1952 року Турбіномоторний завод доставив дизельний двигун ДГ, на заводі № 75 були підготовлені всі частини танка.
Прототип вийшов повністю відповідним поставленим до нього вимогам та мав перевагу тільки у 45 кг.
До 1 вересня 1952 року Об'єкт 416 пройшов масу випробувань: проїхав 500 км, виконав 15 пострілів з 100-мм гармати М-63 та 500 пострілів з спареного 7,62 кулемета СГМТ. При випробуваннях було виявлено 21 дефект.
На той час на серійному виробництві вже стояла САУ СУ-100П, і так як Об'єкт 416 по дальності стрільби не перевершував першу САУ та мав лиш один плюс — низький силует задля досягнення якого було багато чим пожертвувано, було вирішено не ставити його на озброєння.
В 1953 році всі роботи на танком були завершенні, єдиний прототип був переданий в музей у м. Кубинка.

## Опис конструкції
На Об'єкті 416 застосоване незвичайне компонування з заднім розташуванням башти. Відповідно, моторно-трансмісійне відділення перебуває в передній частині машини. Для зменшення висоти машини весь екіпаж, включно з механіком-водієм, розташований в обертовій башті. Танк мав чотиритактний 12-циліндровий горизонтально-опозитний дизельний двигун ДГ.
Основним озброєнням Об'єкта 416 була 100-мм гармата М-63. Гармата була розроблена в Спеціальному конструкторському бюро заводу «Мотовіліха» в Пермі. За основу була взята танкова гармата Д-10Т. Гармата оснащувалася клиновим казенною частиною. Для стабілізації і стабілізації гармати при стрільбі на гармату встановлювалося четверне дульне гальмо і зменшувалася лінія вогню.[джерело?]